# Canon episcopi
Canon episcopi è un'istruzione ai vescovi sull'atteggiamento da assumere nei riguardi della stregoneria.
Durante il Medioevo il documento fu attribuito al concilio di Ancira del 314; in realtà si tratta di un testo più tardo, comparso nell'opera del benedettino tedesco Regino di Prüm, il De synodalibus causis et disciplinis ecclesiasticis, risalente al 906. 

## Contenuto

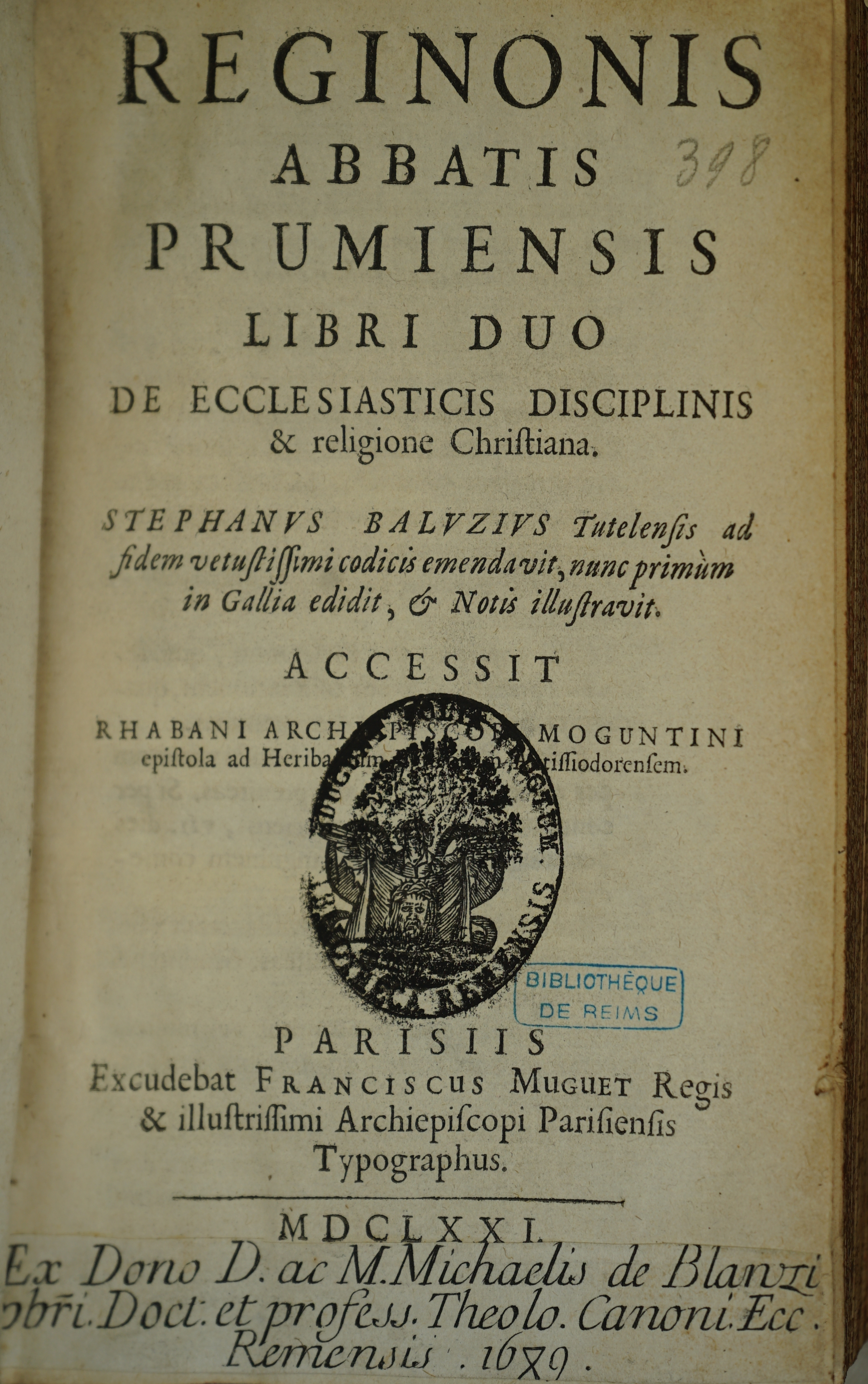
De ecclesiasticis disciplinis di Regino di Prüm (edizione del 1671)

Il Canon episcopi definiva la stregoneria "culto verso il demonio", ma negava che le streghe potessero volare fisicamente e dichiarava che «[...]chiunque è così stupido e folle da credere a storie tanto fantasiose è da considerarsi un infedele, perché ciò deriva da un'illusione del demonio». Tali voli notturni, ritenuti materialmente impossibili e ritenuti illusori, potevano però realizzarsi con lo spirito e «pur volando con lo spirito e l'immaginazione, queste streghe sono ugualmente colpevoli, come se lo avessero fatto in carne e ossa».
Nel XII secolo il Canon episcopi creò non pochi problemi ai demonologi, per via delle sue interne contraddizioni: a partire da queste deduzioni, infatti, risultava semplice affermare che tutti gli eretici e le streghe (fisicamente o con l'immaginazione) avessero stretto un patto con il diavolo. Inoltre non era possibile difendersi da eventuali accuse, poiché nessuno poteva verosimilmente dimostrare cosa avesse immaginato o meno.
Una differente lettura del Canon episcopi ne fa un documento di moderazione, che riduce la stregoneria a pura vanità, esecrabile ma punibile con provvedimenti disciplinari come l'allontanamento dalla comunità dei credenti. Questa intuizione, che di fatto guidava gli interventi dei vescovi (in altra maniera procedevano le autorità civili), non venne più seguita dalla fine del Quattrocento. Verso la metà del XV secolo la maggioranza degli inquisitori e dei demonologi cominciò a trascurare il Canon episcopi a motivo della sua problematicità e preferì utilizzare nuovi e più efficienti manuali inquisitoriali, tra cui il più diffuso fu il Malleus Maleficarum (Il Martello delle streghe).